# Astros II (sistema de artillería de cohetes)
El sistema de artillería de cohetes Astros II es un sistema de lanzamiento de cohetes múltiples fabricado por la empresa brasileña Avibras. Este sistema posee una capacidad de disparo de distancias desde 9 km hasta 300 km, pudiéndosele emplazar diferentes tipos de calibres de cohetes; bastando apenas cambiar las cápsulas en donde son disparados dichos cohetes. Se emplea para abatir blancos de gran importancia en el campo de batalla, y a los objetivos estratégicos que se solicite. A pesar de ser ampliamente desplegado en sistemas de defensa terrestre, puede ser también utilizado en la defensa del litoral.

## Historia
Es desarrollado desde 1981, con el objetivo de atender a una solicitud hecha por el gobernante de entonces de Irak, Saddam Hussein; quien se encontraba en una guerra contra Irán, y ante la necesidad de más armas, acuerda con la solicitud del desarrollo de un sistema de armas que consiguiese detener de manera remota las ofensivas iraníes, y a su vez, dotar al país de un sistema de artillería de cohetes de gran capacidad.

## Descripción
El sistema de artillería de cohetes "ASTROS" dispone desde el inicio un sistema de control de tiro "Field Guard", de origen suizo; y que es de fabricación local. Este sistema analiza la trayectoria de uno de los proyectiles de prueba que explota en el aire, y luego de su arribo sobre la base de su leve eco, para no alertar al enemigo; se calcula automáticamente la posición óptima de disposición en el campo de combate de los lanzadores!

## Variantes
Las diferentes clases de vehículos del sistema son:
- VBA - Vehículo portador básico de la Avibras
- AV-LMU - Vehículo lanzador
- AV-RMD - Vehículo de transporte de munición y de reabastecimiento
- AV-UCF - Unidad de sistemas electrónicos de control y de monitoreo del tiro
- AXV-VCC - Vehículo de comando y control de las unidades de nivel de batallón

### Uso en elEjército Brasileño

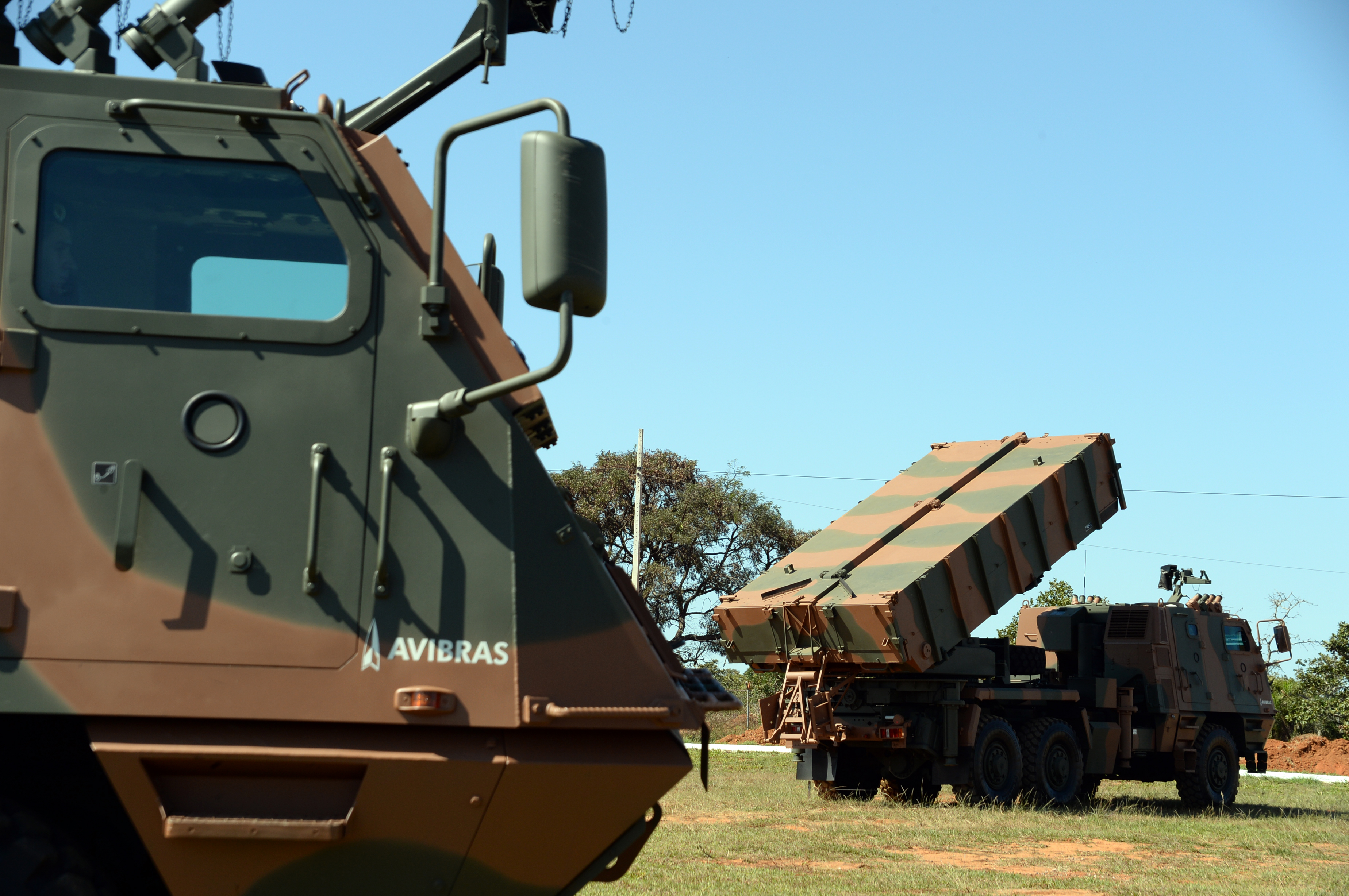
Astros MK6.

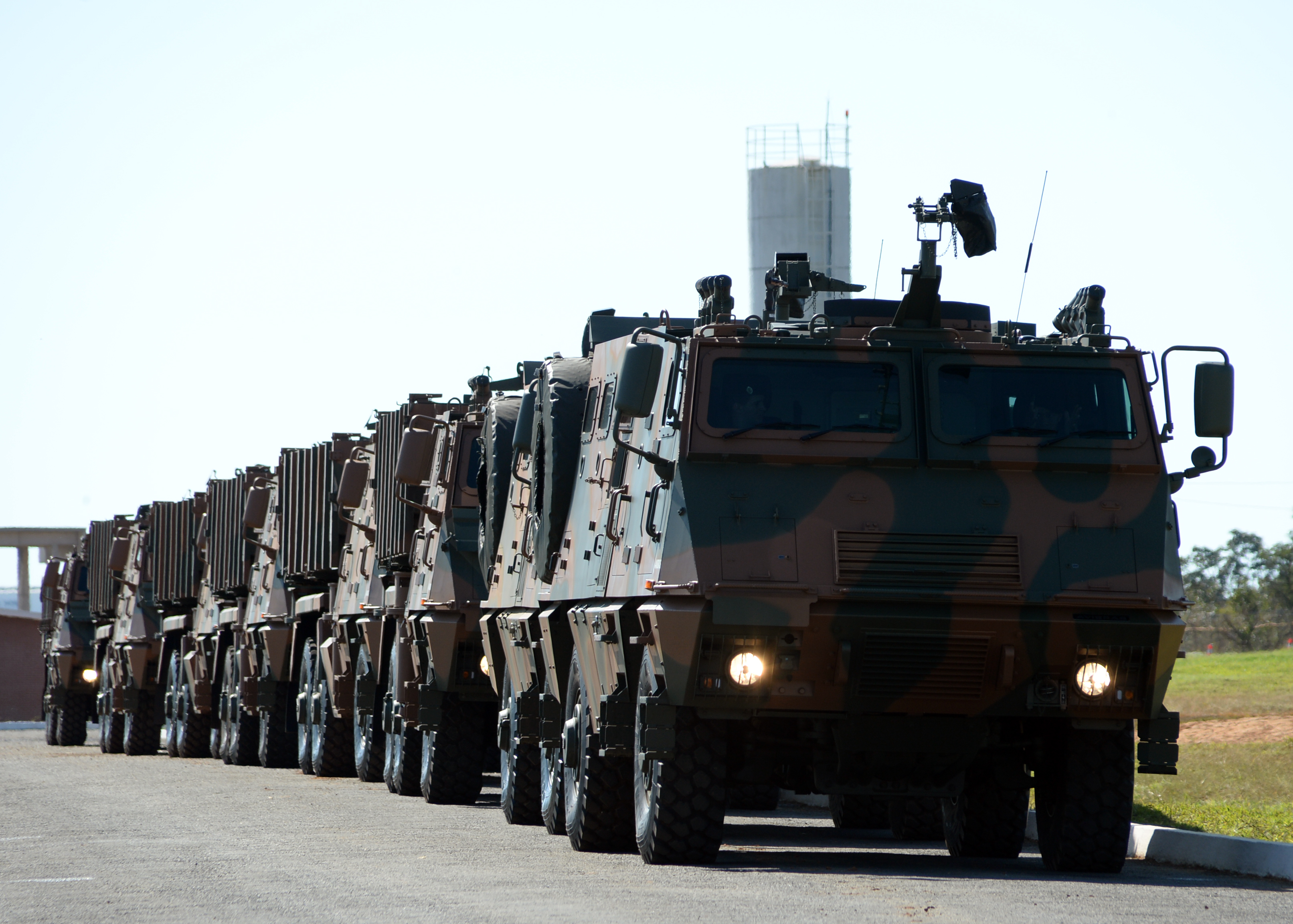
Astros MK6.

El sistema ASTROS es la respuesta de la AVIBRÁS a las necesidades del Ejército de Brasil para la década de los 70, de un medio para un sistema de artillería de cohetes de saturación más eficiente que un vehículo lanzador dedicado para tal fin, como el MLRS, puesto que su alcance estaba limitado para esa entonces a máximo 9 km, dadas las pobres prestaciones de los cohetes de entonces y de manufactura local.
En los últimos años, parte de los vehículos "Astros II" brasileños estuvieron distribuidos en las brigadas de artillería costera motorizada N° 6 y 8, en São Paulo y en Río de Janeiro. Seguido de la segunda y última reestructuración del ejército, esas unidades ASTROS II fueron transferidas para el estado de Goiás, próximo al Distrito Federal de Brasília, exactamente en Formosa, donde se van a concentrar todos los equipamientos junto con un nuevo centro de formación de personal operativo para las brigadas de artillería de cohetes en formación en Brasil. 
Antes de dicha transferencia, cada uno de los grupos estaba equipado con los siguientes materiales: 
- 4 vehículos lanzadores AV-LMU
- 2 vehículos AV-RMD de transporte de munición y reaprovisionamiento
- 1 vehículo AV-VCC de comando y control de unidades
- 1 vehículo AV-UCF de control de tiro
- 1 AV-VBA - de mantenimiento y reparación
- 1 AV-CBO - Unidades de búsqueda, adaptadas para la utilización del sistema "Astros II" contra unidades navales.

Aparte de los 20 vehículos lanzadores, están en servicio más de 23 vehículos de apoyo entre vehículos de sistemas directores de tiro y de veículos reamuniciadores y los de comando.

### Guerra de Irak

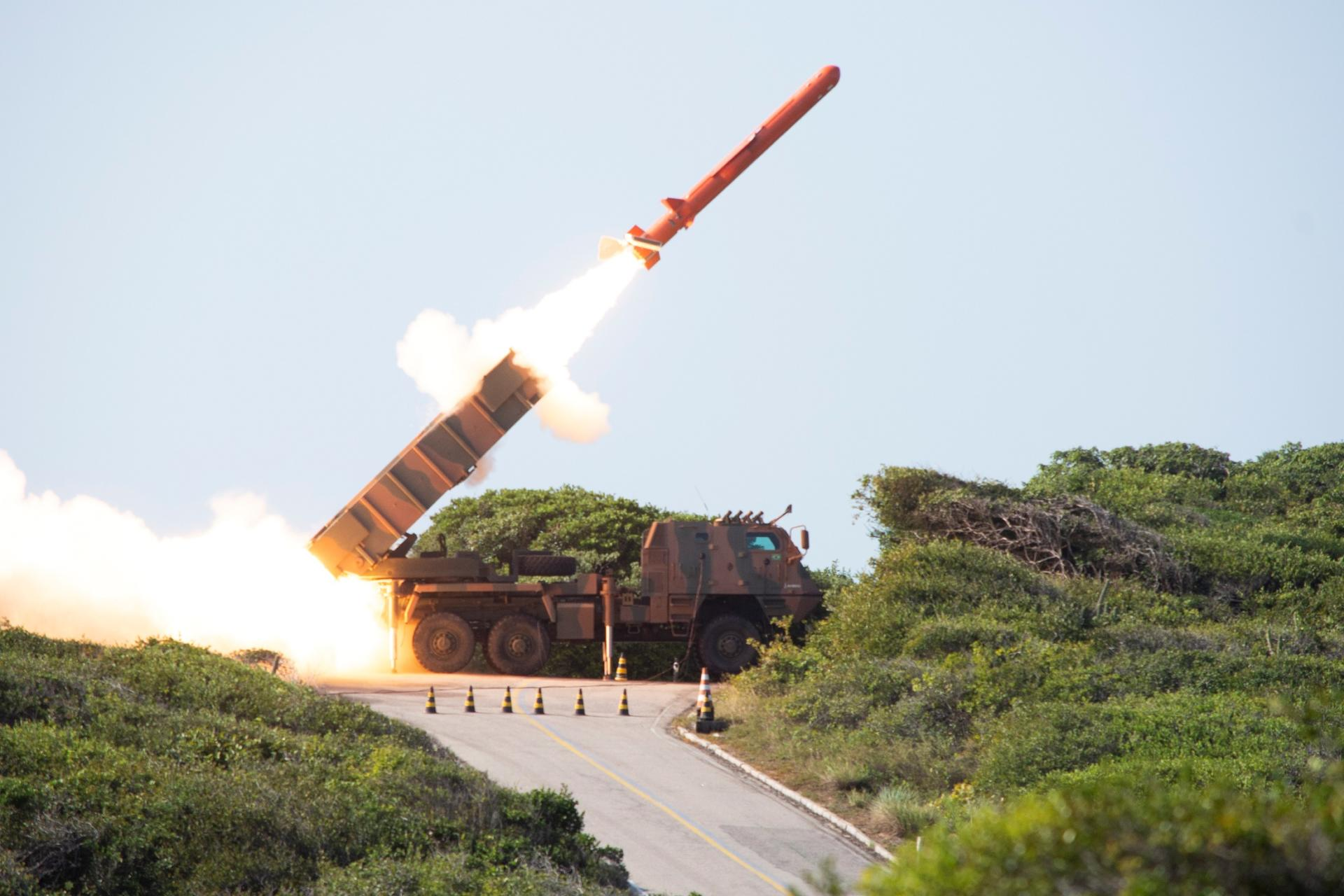
Un Sistema "Astros II" haciendo el lanzamiento de un misil de crucero MTC-300.

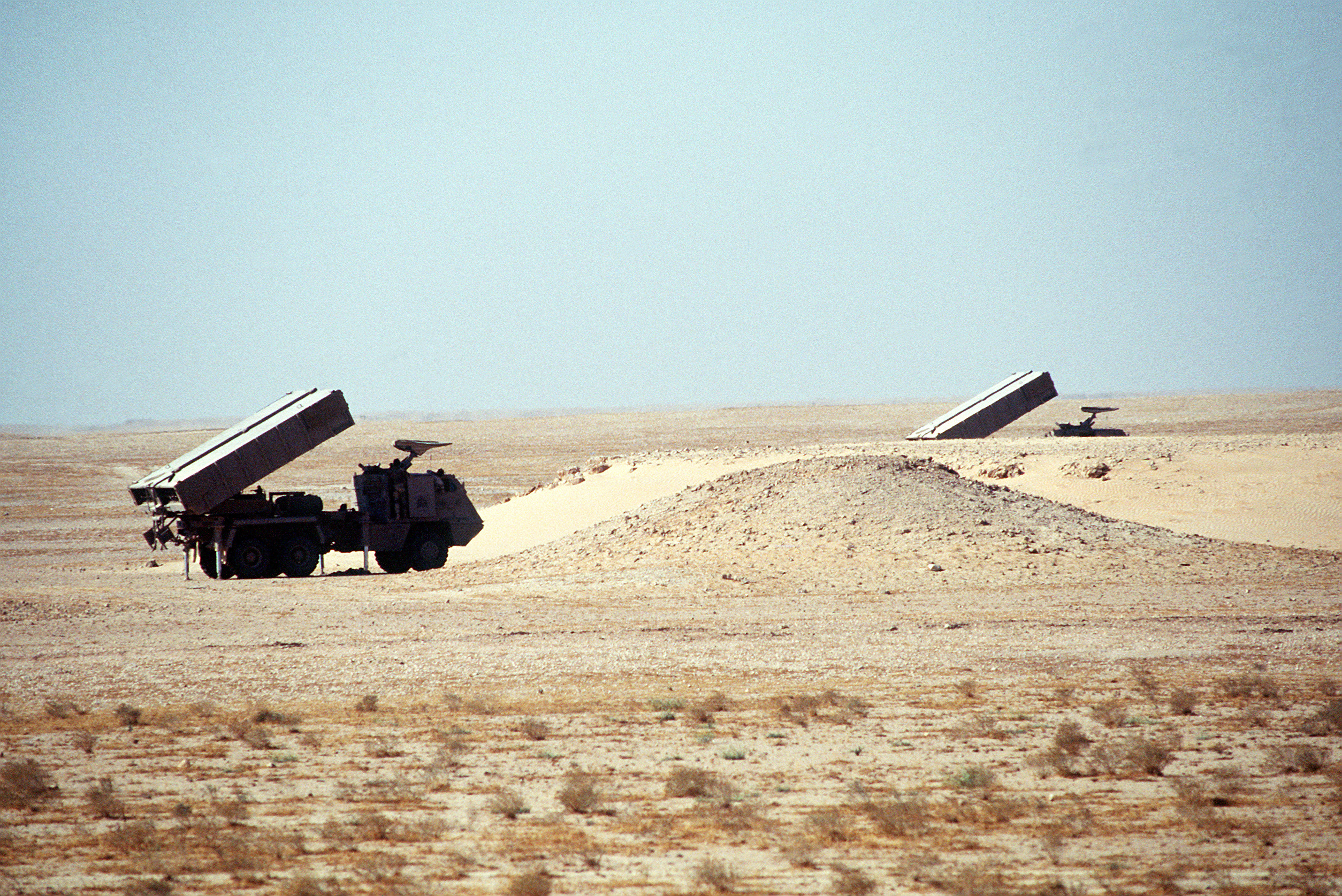
Uno de los vehículos del sistema "Astros II" usados por Irak en el ataque de una de las batallas durante la Guerra del Golfo.

El mayor reconocimiento de las capacidades del sistema ASTROS tal vez haya sido hecho por las fuerzas norteamericanas, cuando en la Guerra del Golfo de 1991 dijeron que "si fueran usadas por las fuerzas iraquíes, serían un grave problema". A esa altura, cuando se intentaba encontrar las posiciones de los tanques y otros vehículos de combate de Irak, las posiciones y localizaciones de estos vehículos y sus subsistemas fue considerada como uno de los blancos de mayor importancia y una de las unidades de importancia neurálgica dentro de los sistemas de ataque iraquíes a abatir por la coalición y para los militares norteamericanos, aparte; estaba el tener la garantía de que Irak no pudiera utilizar sus sistemas Astros 2 contra sus fuerzas en combate, o que la nula capacidad de utilizar dichos sistemas era algo aliviador, dado a la escasa y muy debilitada capacidad bélica iraquí tras los bombardeos, y ante el enorme potencial destructivo, ya que su variabilidad en uso de municiones y su flexibilidad daban cierta ventaja a las tropas iraquíes que nunca lo llegaron a desplegar, dado su coste.
Lo citado anteriormente por parte de los mandos norteamericanos fue el mejor reconocimiento de las capacidades y la letalidad de dicho sistema, que; pudiendo ser utilizado, podría con su alcance y capacidad destructiva alejar o abatir grandes blancos y numerosas unidades que se preparaban para la operación Tormenta del Desierto. En esa operación se advirtió por parte de los comandos tácticos aéreos de EE. UU. cuando eran abatidos dichos aparatos , y cuando los sistemas "Astros" iraquíes habían ya sido inutilizados, se procedió a iniciar los ataques en tierra de forma definitiva.

## Exportaciones
Aparte de Irak, al mismo tiempo Arábia Saudita adquirió varias unidades del Sistema "Astros II", siendo desplegado sobre uno de los puestos del comando de la coalición liderada por los Estados Unidos, contra las fuerzas iraquíes con grandes resultados.

## Cohetes
- SS-09 TS: Cohete 70 mm para entrenamiento. Alcance de 4 a 10 km. Contenedor reutilizable.
- SS-30: Cohete antipersonal y blindado 127 mm. Alcance de 9 a 40 km. Radio de destrucción hasta 57 metros. Cada contenedor contiene 8 cohetes y es desechable.
- SS-40: Cohete antipersonal y antiblindaje fragmentación 180 mm (cluster). Tiene 20 submuniciones de 70 mm y espoleta con contador de tiempo electrónico. Alcance de 15 a 40 km. Cada contenedor contiene 4 cohetes y es desechable.
- SS-40 G: Versión SS-40 guiado por GPS.
- SS-60: Cohete antipersonal y anti-escudo Fragmentación de 300 mm (cluster). Tiene 65 submuniciones de 70 mm y espoleta con contador de tiempo electrónico. Alcance de 20 a 60 km. Cada contenedor contiene 1 cohete y es desechable.
- SS-80: Cohete antipersonal y anti-escudo Fragmentación de 300 mm (cluster). Tiene 52 submuniciones de 70 mm y espoleta con contador de tiempo electrónico. Alcance de 20 a 90 km. Cada contenedor contiene 1 cohete y es desechable.
- SS-80G: Versión SS-80 guiado por GPS
- SS-150: En desarrollo por Avibras. Cohete de 450 mm con alcance de 150 km guiado por GPS.
- FOG MPM: En desarrollo por Avibras. Misil guiado por fibra óptica con un alcance de 60 km.
- AV-TM 300: Misil de crucero táctico, alcance de 300 km puede autodestruirse durante su trayectoria en caso de mal funcionamiento. Puede disparar 65 submuniciones con  cabeza de guerra múltiple (MW).

## Usuarios

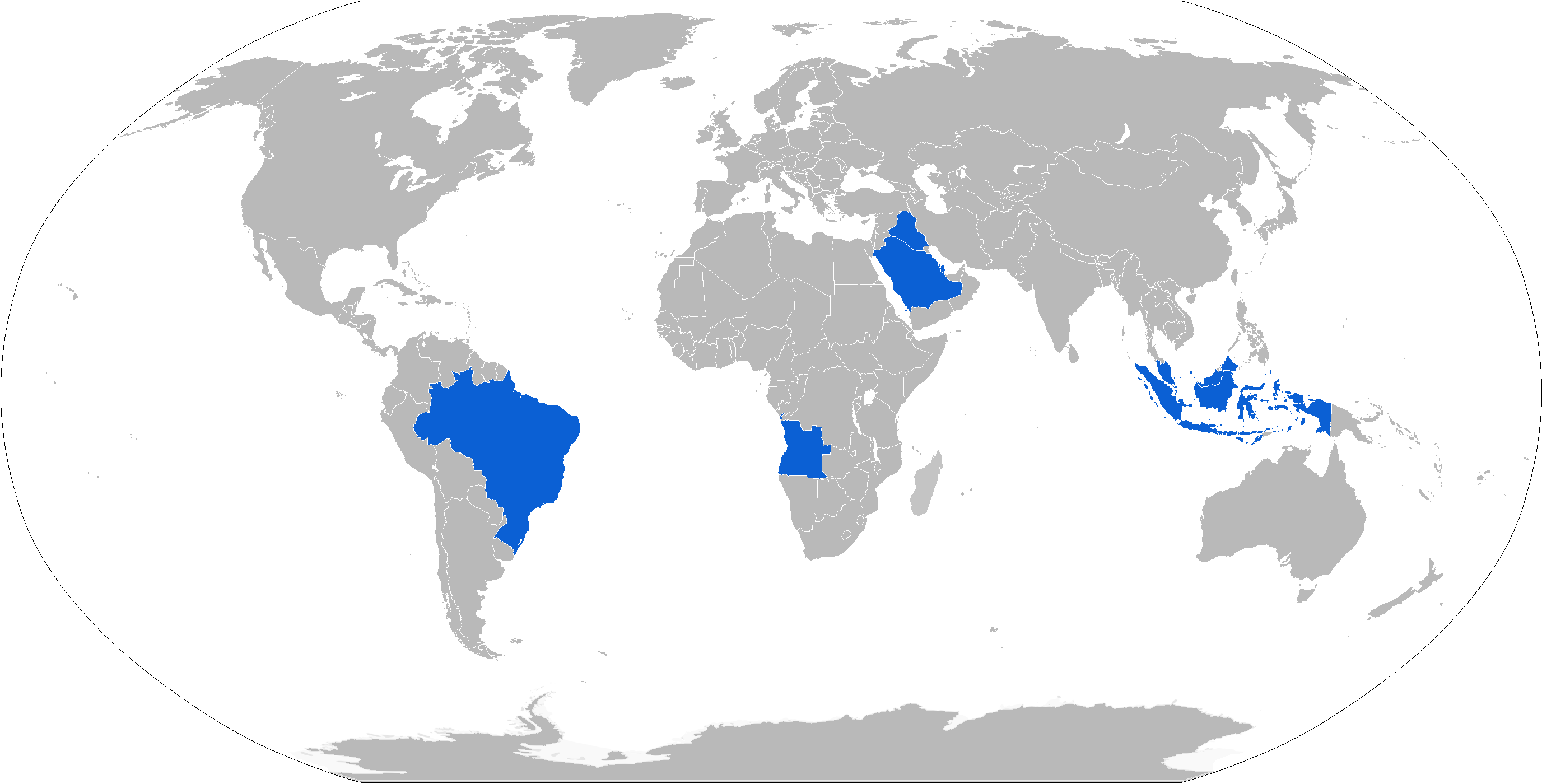
Astros II operadores

- Brasil - Ejército brasileño: 38 vehículos Astros II MK-3 Entre estos, 18 vehículos fueron modernizados al estándar Astros II MK-3M, 20 vehículos Astros II MK-6. Cuerpo de Marines: 12 vehículos Astros II MK-6 (1 batería)
- Arabia Saudita - Arábia Saudita tiene operativos un total de 60 vehículos. Los sauditas tienen en operación tanto unidades equipadas con misiles SS-30[5] como con los misiles SS-40.[4][6]
- Malasia - Malasia fue uno de los primeros clientes de la Avibrás, en el periodo en que se seguía la recuperación de las finanzas de dicha empresa. Fueron adquiridos 18 sistemas "Astros 2", actualmente éstos están en servicio.
- Indonesia - El gobierno de Indonesia adquiere en noviembre del 2012 36 plataformas múltiples por cerca de US$ 350 millones.[7] 27 Unidades adicionales entregadas en junio de 2020.[8]
- Baréin
- Catar: 1 batería de vehículos MK3 y anteriores. Para ser modernizado.
- Libia: Se sabe que fue uno de los tres mayores compradores del sistema, junto con Irak y Arabia Saudita, que invirtió US $ 2 billones para comprar Astros. Sin embargo, el número exacto no está definido.
- Irak: Inicialmente se compraron 66 vehículos (10 baterías), incluidos los nacionales y la variante iraquí Sajil-60. 40 sobrevivieron hasta la invasión de 2003. Después de eso, quedan poco más de 20.

### Clientes potenciales
- Emiratos Árabes Unidos: Aunque compró los HIMARS estadounidenses, el país puede comprar una batería Astros II MK-6, si el AV-TM 300 alcanza el rendimiento especificado.
- Marruecos:Marruecos lanzó una licitación para la adquisición de un sistema pesado lanzacohetes que complemente al HIMARS integrado dentro de los estándares de la OTAN.
- España: El ASTROS II junto al HIMARS estadounidense y al Puls israelí han sido evaluados por el Ejército de Tierra español para recuperar los medios de artillería de cohetes. La empresa Avibrás ha firmado acuerdo de colaboración con la empresa española SMS para el posible desarrollo del sistema.[9]

### Armas similares
- LAR-160
/ TAM VCLC
- / LAROM
- Cohete Rayo
 SLM FAMAE
- HIMARS
 MLRS
- / RM-70
- / WR-40 Langusta
- Lanzacohetes múltiple "Teruel"
- / BM-21 Grad
 / BM-30
- / Katyusha
- TOS-1
- // M-63 Plamen
// M-77 Oganj
 // M-87 Orkan
- CP 30